# Đảo Đông Thurlow
Đảo Đông Thurlow là một hòn đảo thuộc tỉnh bang British Columbia, Canada. Nó là một phần của quần đảo Discovery, nằm giữa đảo Vancouver và phần đất liền thuộc Canada, nằm trong vùng nước giao nhau giữa eo biển Georgia với eo biển Johnstone và eo biển Nữ hoàng Charlotte.
Đảo Đông Thurlow tọa lạc ở phía bắc của đảo Vancouver, phía nam là đất liền, về phía tây bắc của đảo Sonora, và phía đông của đảo Tây Thurlow.